# Paweł Żak
Paweł Żak (ur. 1965 w Warszawie) – polski artysta fotograf. Członek rzeczywisty Okręgu Warszawskiego Związku Polskich Artystów Fotografików.

## Życiorys
Paweł Żak związany z warszawskim środowiskiem fotograficznym – jest absolwentem Wydziału Komunikacji Multimedialnej Akademii Sztuk Pięknych w Poznaniu. Od 2011 roku jest wykładowcą fotografii na Wydziale Dziennikarstwa Uniwersytetu Warszawskiego oraz w Wyższym Studium Fotografii ZPAF. Miejsce szczególne w jego twórczości zajmuje fotografia inscenizowana – minimalistyczna kompozycyjnie i symboliczna oraz fotografia interpretacyjna owoców, roślin, pejzażu – bazująca na nietypowych, autorskich technikach kopiowania.
Paweł Żak jest autorem i współautorem wielu wystaw fotograficznych; indywidualnych, zbiorowych w Polsce i za granicą. Jego fotografie brały udział w wielu wystawach pokonkursowych; krajowych i międzynarodowych, na których otrzymywały wiele akceptacji, nagród, wyróżnień, dyplomów, listów gratulacyjnych. Jest uczestnikiem (prowadzącym) wielu spotkań, pokazów, warsztatów fotograficznych. W 1998 roku został laureatem Prix de la Lumierre w prestiżowym European Photography Contest w Vevey (Szwajcaria). W 1995 roku został przyjęty w poczet członków rzeczywistych Okręgu Warszawskiego Związku Polskich Artystów Fotografików (legitymacja nr 718).
Fotografie Pawła Żaka znajdują się w kolekcjach Biblioteki Narodowej Francji w Paryżu, Centrum Sztuki Współczesnej w Warszawie, Muzeum Narodowego w Warszawie, Muzeum Sztuki w Łodzi.

## Wystawy indywidualne
| Lp. | Tytuł wystawy                              | Miejsce               | Data | Miejscowość   | Kraj     |
| --- | ------------------------------------------ | --------------------- | ---- | ------------- | -------- |
| 1   | Opowieści                                  | Mała Galeria ZPAF/CSW | 1999 | Warszawa      | Polska   |
| 2   | Tales                                      | Galeria Image         | 1999 | Aarhus        | Dania    |
| 3   | Tales and other photographs                | Galeria WM            | 2001 | Amsterdam     | Holandia |
| 4   | Fotografie                                 | Galeria WM            | 2003 | Amsterdam     | Holandia |
| 5   | 15fotografii                               | Galeria ZPAF          | 2003 | Kraków        | Polska   |
| 6   | Bliski znajomy                             | Mała Galeria ZPAF/CSW | 2004 | Waeszawa      | Polska   |
| 7   | A Close Acquaintance                       | Rencontres d'Arles    | 2004 | Arles         | Francja  |
| 8   | Sloneczniki i inne fotografie              | Galeria Luksfera      | 2005 | Warszawa      | Polska   |
| 9   | Opowieści                                  | Muzeum Miejskie       | 2006 | Wrocław       | Polska   |
| 10  | Fotografie                                 | Instytut Francuski    | 2007 | Warszawa      | Polska   |
| 11  | Bliski znajomy                             |                       | 2007 | Kowno         | Litwa    |
| 12  | Opowieści                                  | Instytut Polski       | 2007 | Bratysława    | Słowacja |
| 13  | Słodki poniedziałek i inne martwe natury   | Galeria Luksfera      | 2008 | Warszawa      | Polska   |
| 14  | Słodki poniedziałek i inne martwe natury   | Galeria Pauza         | 2008 | Kraków        | Polska   |
| 15  | Bliski znajomy                             | Galeria FF            | 2008 | Łódź          | Polska   |
| 16  | Wieczorne fale i inne fotografie           | Galeria Refleksy      | 2010 | Warszawa      | Polska   |
| 17  | Prawdopodobieństwo i inne martwe natury    | Galeria Tarasin       | 2011 | Kalisz        | Polska   |
| 18  | Trzy słowa i inne martwe natury            | Galeria Bardzo Biała  | 2014 | Warszawa      | Polska   |
| 19  | Fotografie                                 | Galeria Anzerberger   | 2016 | Wiedeń        | Austria  |
| 20  | Ćwiczenia obowiązkowe i inne martwe natury | 6x7 Leica Gallery     | 2017 | Warszawa      | Polska   |
| 21  | Trzy słowa i inne fotografie               | Galeria Rynek MOK     | 2018 | Olsztyn       | Polska   |
| 22  | Smuga                                      | 6x7 Leica Gallery     | 2020 | Warszawa      | Polska   |
| 23  | Jest i nie jest                            | Galeria Bielskiej BWA | 2023 | Bielsko-Biała | Polska   |
| 24  | Jest i nie jest                            | Stara Galeria ZPAF    | 2024 | Warszawa      | Polska   |

Źródło

## Wystawy zbiorowe
| Lp. | Tytuł wystawy                                             | Miejsce                     | Data | Miejscowość         | Kraj       |
| --- | --------------------------------------------------------- | --------------------------- | ---- | ------------------- | ---------- |
| 1   | Konfrontacje Fotograficzne                                |                             | 1996 | Gorzów Wielkopolski | Polska     |
| 2   | Images 98, European Photography Contest                   |                             | 1998 | Vevey               | Szwajcaria |
| 3   | Wyspy widzialności                                        | Galeria Miejska Arsenał     | 1999 | Poznań              | Polska     |
| 4   | Together Again?                                           | Galeria Image               | 1999 | Aarhus              | Dania      |
| 5   | II Biennale Fotografii                                    | Galeria Miejska Arsenał     | 2000 | Poznań              | Polska     |
| 6   | Dotknięcie realności                                      | Biuro Wystaw Artystycznych  | 2002 | Wrocław             | Polska     |
| 7   | Powiększenie. Fotografie w czasach zgiełku                | Pałac Kultury i Nauki       | 2002 | Warszawa            | Polska     |
| 8   | Wokół dekady. Fotografia polska lat 90-tych               | Muzeum Sztuki               | 2002 | Łódź                | Polska     |
| 9   | Wokół dekady. Fotografia polska lat 90-tych               | Muzeum Narodowe             | 2002 | Wrocław             | Polska     |
| 10  | Wokół dekady. Fotografia polska lat 90-tych               | Biuro Wystaw Artystycznych  | 2002 | Bielsko-Biała       | Polska     |
| 11  | Dotknięcie realności                                      | Galeria Miejska Arsenał     | 2003 | Poznań              | Polska     |
| 12  | Miasto-nie moje                                           | Muzeum Sztuki               | 2007 | Łódź                | Polska     |
| 13  | Fotografia polska w XX wieku                              |                             | 2007 | Warszawa            | Polska     |
| 14  | Lustro natury                                             | Muzeum Miejskie             | 2007 | Wrocław             | Polska     |
| 15  | Czas zapamiętany, Mała Galeria 1977–2006                  | Centrum Sztuki Współczesnej | 2007 | Warszawa            | Polska     |
| 16  | Marzyciele i świadkowie. Fotografia Polska XX wieku       | Muzeum Narodowe             | 2008 | Kraków              | Polska     |
| 17  | Światłoczułe kolekcje fotografii                          | Muzeum Narodowe             | 2009 | Warszawa            | Polska     |
| 18  | Miasto naznaczone                                         | Warsaw Photo Days           | 2014 | Warszawa            | Polska     |
| 19  | Cień tuszu – dalekowschodnie inspiracje w sztuce współcz. | Muzeum Azji i Pacyfiku      | 2015 | Warszawa            | Polska     |
| 20  | Powietrze i inne rzeczy potrzebne nam do życia            | Biuro Wystaw Artystycznych  | 2018 | Bielsko-Biała       | Polska     |

Źródło

## Publikacje (książki)
- Opowieści. Wydawnictwo: Kropka (2007)[21]
- Ćwiczenia obowiązkowe i inne martwe natury. Wydawnictwo: Migavka (2017)[22][23]